# Savezna Država Austrija
 Ovo je glavno značenje pojma Savezna Država Austrija. Za druga značenja pogledajte Savezne države Austrije.
Savezna Država Austrija (njem. Bundesstaat Österreich), naziv za jednostranački režim u Prvoj Austrijskoj Republici od 1934. do 1938. Savezna Država Austrija je nestala sa svjetske pozornice pripajanjem Trećem Reichu (Anschluss) 1938. godine.

## Povijest

### Austrofašizam
Kancelar Engelbert Dollfuß, član Kršćanske socijalne stranke, na vlast dolazi 1932. godine. Pod njegovim vodstvom Austrija se približava totalitarizmu. U ožujku 1933. Dollfuß raspušta Nacionalnu skupštinu i stavlja parlament van funkcije.
Njegova vlada natjecala se s Njemačkom nacionalsocijalističkom radničkom strankom koja je željela ujediniti Austriju s Trećim Reichom. Dollfußov austrofašizam vezao je austrijsku vladu s Katoličkom crkvom i jedan od razloga zašto se nije htio ujediniti s Njemačkom bio je taj što je u Njemačkoj većinsko stanovništvo bilo protestantsko. Uskoro nastaju sukobi između nacionalsocijalista, socijalista i austrofašista.
Dana 1. svibnja 1934., Dollfuß proglašava jednostranačku državu koju vodi Domovinska fronta (njem. Vaterländische Front). Dollfuß je jednostranačje obznanio Svibanjskim ustavom. Federalizam i Federalno vijeće bili su ograničeni, dok je izbor za Nacionalno vijeće ukinut. Umjesto toga članovi Nacionalne skupštine bili su nominirani za Državnu skupštinu (njem. Staatsrat), Federalnu kulturnu skupštinu (njem. Bundeskulturrat), Federalnu gospodarsku skupštinu (njem. Bundeswirtschaftsrat) i skupštinu država (njem. Länderrat), tako su zastupnici davali mišljenja u skupštinama za koja su bili podobni. Svi zakoni koji su doneseni od strane skupština bili su odobreni ili odbačeni od strane kancelarskog ili predsjedničkog dekreta. Država je uzela potpunu vlast nad odnosima poslodavac-zaposlenik, što je bilo poznato kao Ständestaat, a počinje provoditi represivnu politiku protiv nacionalsocijalista i simpatizera ujedinjenja s Njemačkom. Nacionalsocijalisti uzvraćaju ubojstvom Engelberta Dollfußa 25. srpnja 1934.
Ovo ubojstvo uplašilo je austrijskog susjeda, fašističku Italiju čiji je vođa bio Benito Mussolini. Italija je imala dobre odnose s Dollfußovom Austrijom. Mussolini je računao na njemačku invaziju Austrije te je obećao da će intervenirati ako dođe do aneksije Austrije od strane Njemačke. Mussolini je tako štitio i talijansko područje jer su nacionalsocijalisti tražili i njemački Južni Tirol od Italije. Talijanska podrška Austriji je odigrala presudnu ulogu u sprječavanju ujedinjenja s Njemačkom 1934. 
Dollfußov nasljednik, Kurt Schuschnigg, nastavio je s represijom prema nacionalsocijalistima, ali raspušta i desnu paravojsku Heimwehr 1936. godine.

### Anschluss
Godine 1938. Hitler je pridobio Mussolinija oko pitanja ujedinjenja s Austrijom i započinje prve planove Anschlussa. Schuschnigg želi izbjeći sukob s Njemačkom i 13. ožujka 1938. organizira plebiscit oko toga žele li Austrijanci ujedinjenje s Njemačkom ili nezavisnu Austriju. Schuschnigg je želio osigurati glasove za nezavisnost. Čak 99% Austrijanaca glasalo je za ujedinjenje. Hitler na to uzvraća ultimatumom za Schuschnigga. U ultimatumu Hitler je zahtijevao da Austrija uskladi svoju vanjsku, vojnu, ekonomsku i tiskovnu politiku s njemačkom te da Schuschnigg postavi Arthura Seyß-Inquarta kao ministra unutarnjih poslova i Edmunda Glaisea von Horstenaua kao ministra bez protfelja. Schuschnigg prihvaća ultimatum 11. ožujka jer mu je Hitler obećao promptnu vojnu intervenciju. Schuschnigga je na mjesto kancelara naslijedio Seyß-Inquart, a već sljedeći dan, 12. ožujka, Njemačka šalje svoje trupe u Austriju koje preuzimaju vlast. 
Dana 13. ožujka 1938. službeno je okončana Savezna Država Austrija i proglašena je dijelom Trećeg Reicha kao pokrajina Ostmark.